# Четири муве на сивом сомоту
Четири муве на сивом сомоту (итал. 4 mosche di velluto grigio) италијански је ђало хорор филм из 1971. године, редитеља и сценаристе Дарија Арђента. Главне улоге тумаче: Мајкл Брендон, Мимзи Фармер, Жан-Пјер Маријел и Бад Спенсер. Музику за филм компоновао је оскаровац Енио Мориконе.
Филм је добио помешане и релативно позитивне критике. У расплету се за откривање убице користи оптографија, чему се Арђенто првобитно противио.
Иако се овим филмом званично завршава Арђентова Трилогија животиња (прва два дела су Птица са кристалним перјем и Мачка са девет репова), Арђенто је и у својим каснијим филмовима често користио животиње као кључ за решавање убистава, поготово у филмовима Феномен (1985) и Опера (1987).

## Радња
Музичара, Роберта Тобијаса, прогони маскирани серијски убица, који га уцењује доказима за убиство које Роберт починио из нехата. Жртве су углавном особе из Робертовог блиског окружења. До првог озбиљног трага полиција долази када се из очију једне жртве извуче оптограм, тј. последња слика која остаје забележена на мрежњачи људског ока након смрти. На оптограму се не види лик убице, али се виде четири муве на сивом сомоту...

## Улоге
| Глумац              | Улога             |
| ------------------- | ----------------- |
| Мајкл Брендон       | Роберто Тобијас   |
| Мимзи Фармер        | Нина Тобијас      |
| Жан-Пјер Маријел    | Ђани Аросио       |
| Бад Спенсер         | Диомед Годфри     |
| Алдо Буфи Ланди     | патолог           |
| Калисто Калисти     | Карло Мароси      |
| Мариса Фабри        | помоћница Амелија |
| Оресте Лионело      | професор          |
| Фабрицио Морони     | Мирко             |
| Корадо Олми         | Портер            |
| Стефано Сата Флорес | Андреа            |
| Лаура Трошел        | Марија            |
| Франсин Рејсти      | Далија            |